# Borsodnádasd
Borsodnádasd [boršodnádašd] je město v severovýchodním Maďarsku v župě Borsod-Abaúj-Zemplén, spadající pod okres Ózd. Nachází se asi 55 km západně od Miškovce. V roce 2015 zde žilo 3 204 obyvatel. Podle údajů z roku 2001 zde bylo 93 % maďarské a 7 % romské národnosti.
Nejbližšími městy jsou Bélapátfalva, Ózd a Pétervására. Blízko jsou též obce Balaton, Bekölce, Járdánháza a Szentdomonkos.